# Quintanilla del Coco
Quintanilla del Coco es una villa y un municipio en el partido judicial de Lerma, comarca del Arlanza, provincia de Burgos, Castilla y León (España). 

## Geografía

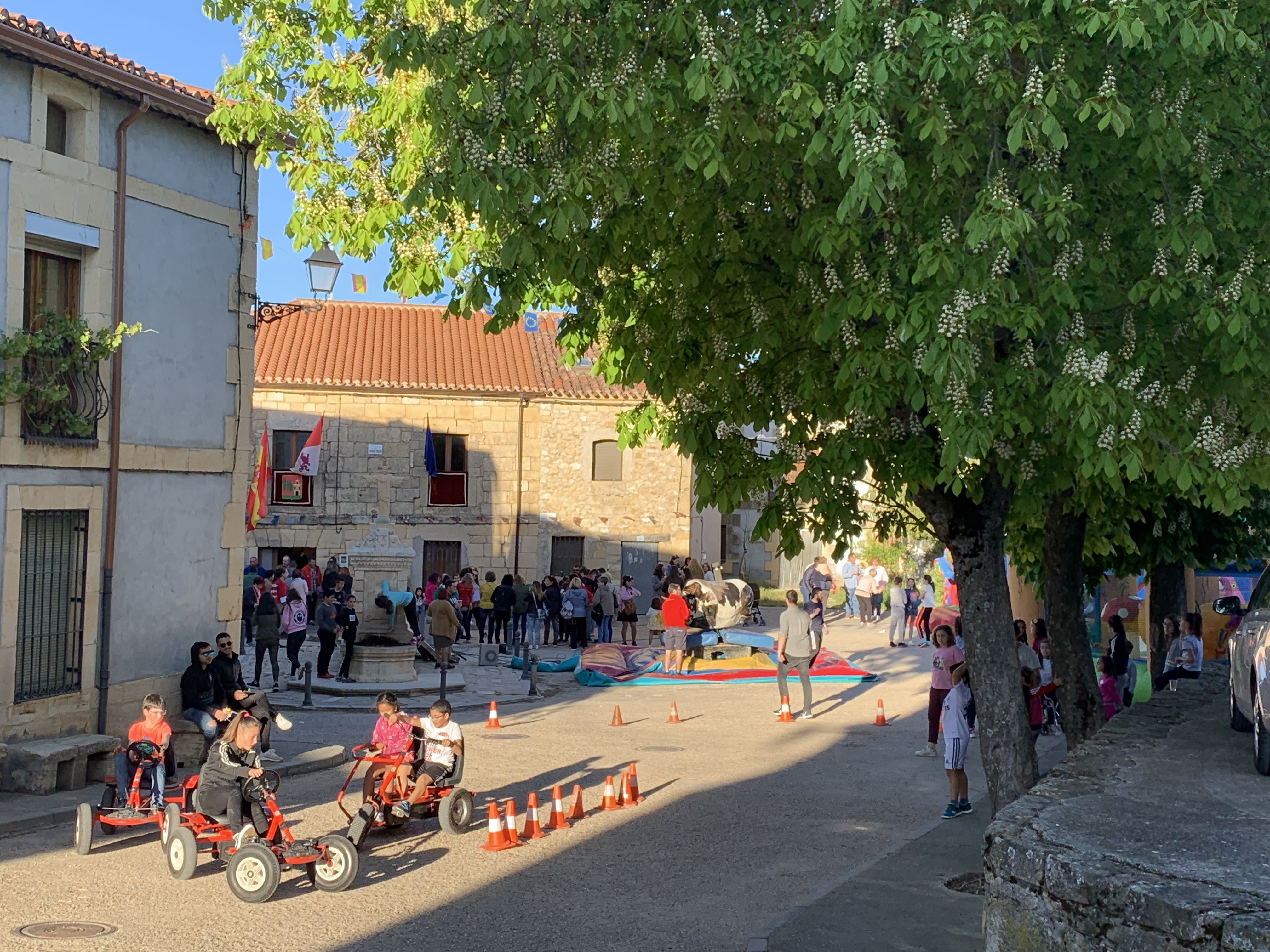
Plaza.

Dista 50 km de la capital provincial, Burgos.
Tiene un área de 20,15 km², con una población de 77 habitantes (INE 2011) y una densidad de 3,82 hab/km².

### Núcleos de población
Quintanilla del Coco es la capital del municipio, que cuenta además con la pedanía de Castroceniza.

## Demografía
Quintanilla del Coco cuenta con una población de 50 habitantes (INE 2024).
| Gráfica de evolución demográfica de Quintanilla del Coco entre 1842 y 2021 |
| |
| Población de derecho según los censos de población del INE. Población de hecho según los censos de población del INE.Entre el censo de 1857 y el anterior, crece el término del municipio porque incorpora a Castroceniza. |

| 1991 | 1996 | 2001 | 2004 | 2007 | 2011 |
| ---- | ---- | ---- | ---- | ---- | ---- |
| 128  | 129  | 111  | 116  | 94   | 77   |

Forma parte de la Mancomunidad de La Yecla, con sede en Santa María del Mercadillo.

## Cultura

### Fiestas y costumbres

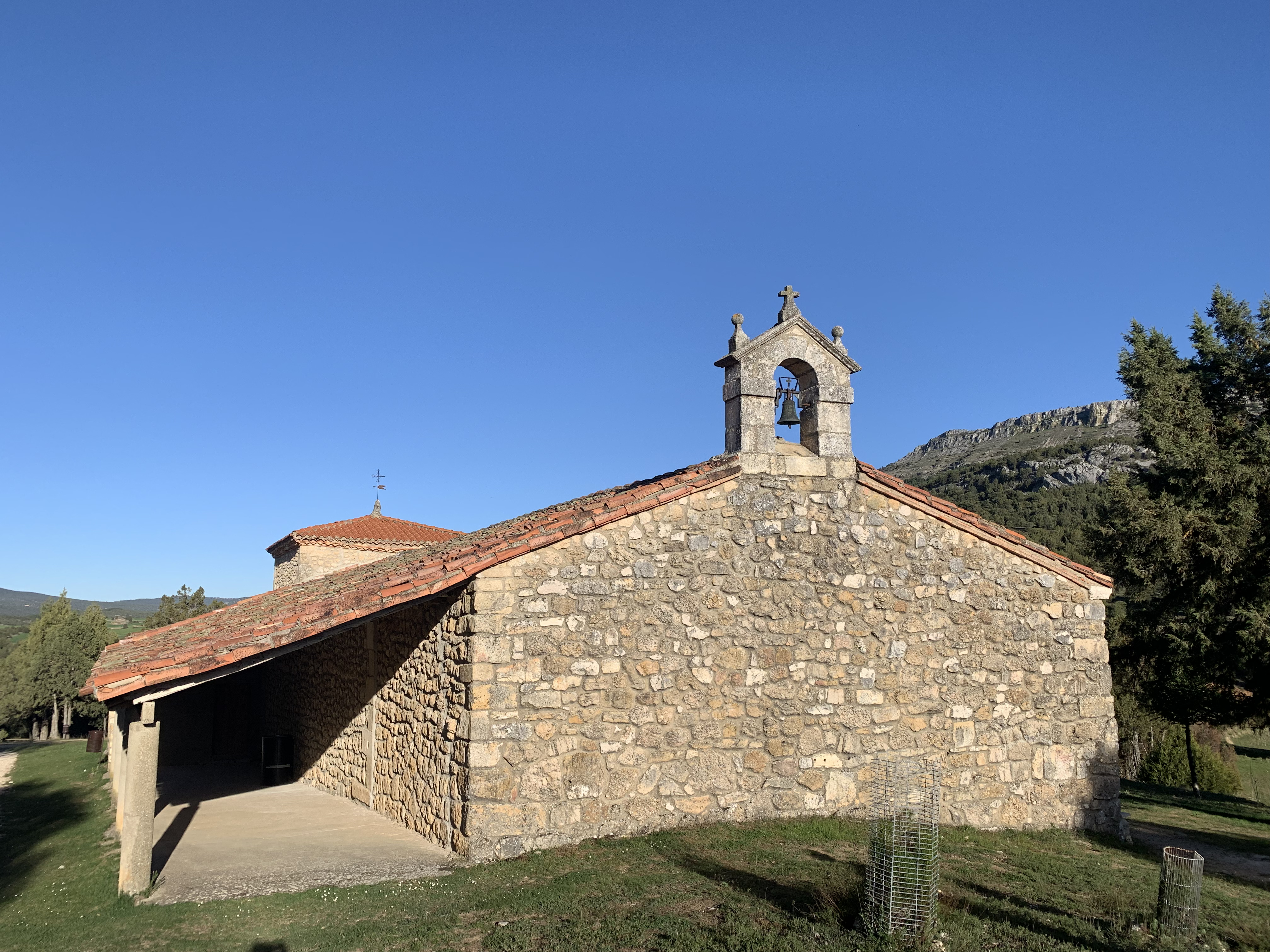
Ermita de las Naves.

Celebran la romería de la Virgen de las Naves, a la que asisten los pueblos de alrededor.